# دانيال سورنسن
دانيال سورنسن (بالإنجليزية: Daniel Sorensen)‏ هو لاعب كرة قدم أمريكية أمريكي، ولد في 5 مارس 1990 في ريفرسايد في الولايات المتحدة.

## وصلات خارجية
- دانيال سورنسن على موقع إي إس بي إن.كوم (أن.أف.أل)3
- دانيال سورنسن على موقع مرجع كرة القدم المحترفة.كوم (الإنجليزية)
- دانيال سورنسن على موقع كلية كرة القدم في سبورتس رفرنس.كوم (الإنجليزية)